# Flygekorre
Flygekorre (Pteromys volans) är en trädlevande gnagare som förekommer i palearktis. 

## Utseende
Flygekorren är silvergrå på ovansidan och nästan helt vit på undersidan. Längs sidorna, mellan fram- och bakbenen, har den ett hudveck för glidflykt. Ögonen är svarta och mycket stora. Kroppslängden uppgår till 13,5–20,5 cm förutom svansen som är 9–14 cm lång. Vikten är 95–170 g.

## Utbredning
Flygekorren finns från södra och västra Finland, i Baltikum och längs taigan, via Mongoliet och norra Kina, och österut till Korea och norra Japan (Hokkaido).

## Ekologi
Flygekorren är skymnings- till nattaktiv. Den lever företrädesvis i blandskog, speciellt äldre sådan, där den bor i hål i gamla träd. På grund av det moderna skogsbruket har flygekorren dragit sig mot mer bebyggda områden, där den bosätter sig i hus och fågelholkar. Den kan gå upp till 1 500 m i bergen.
Vid flykt mellan träden eller från toppen av ett träd till lägre belägna delar spänner flygekorren ut sitt hudveck och kastar sig ut i en styrd glidflykt. Denna kan uppgå till omkring 50 meter. Den är även en skicklig klättrare. På marken rör den sig emellertid långsamt, i korta hopp.
Den sover inte vintersömn men kalla vinterdagar kan den sova i sitt bohål i flera dagar åt gången. Vid sådana tillfällen täpper den ofta igen ingången.
Naturliga hot är större rovfåglar och mård. Flygekorrar som vistas nära bebyggelse kan falla offer för hundar och tamkatter.

### Föda
Vinterfödan är framför allt hängen av al och björk, kvistar och kottar som samlats ihop i stora förråd. I övrigt under året förtär den gröna växtdelar, bär och nötter. Vissa källor rapporterar att den i undantagsfall tar fågelägg och -ungar, men senare forskning har inte kunnat bekräfta detta.

### Fortplantning
Uppgifterna om fortplantningen är osäkra, men det förefaller som om flygekorren får en till två kullar per år, omkring maj och i juni till juli. Kullen består av 1–6 (vanligen 2–3) ungar. Dräktighetstiden är omkring 4 veckor. När ungarna föds är de blinda och öppnar inte ögonen tidigare än ungefär 14 dagar efter födseln. De dias upp till 70 dygn. Livslängden i det vilda är normalt åtminstone 5 år.

## Status och hot
Arten är klassificerad som livskraftig ("LC") av IUCN, men populationen minskar, och har gjort så mera påtagligt sedan 1950-talet på grund av det moderna skogsbruket. Den är klassificerad som sårbar ("VU") i Finland och Kina.
Fast den eurasiska flygekorren förekommer rikligt i mellersta Asien, är den i EU klassad som en starkt hotad art, då den inom EU förekommer endast i Finland och Estland. Man befarade att beståndet i Finland var på stark tillbakagång, men en undersökning 2006 i Västra och Södra Finland gav vid handen att det ännu finns 143 000 bebodda bon.[källa behövs]
Beståndet hotas dock av den moderna skogshushållningen samt minskande och alltmer isolerade habitat.